# Saint-Bruno-de-Kamouraska
Saint-Bruno-de-Kamouraska är en kommun i provinsen Québec i Kanada. Den ligger i regionen Bas-Saint-Laurent, i den östra delen av landet, 500 km öster om huvudstaden Ottawa.